# París-Niza 1978
La París-Niza 1978, fue la edición número 36 de la carrera, que estuvo compuesta de nueve etapas y un prólogo disputados del 5 al 11 de marzo de 1978. Los ciclistas completaron un recorrido de 1.154 km con salida en Le Perreux y llegada a Col d'Èze, en Francia. La carrera fue vencida por el holandés Gerrie Knetemann, que fue acompañado en el podio por el francés Bernard Hinault y el holandés Joop Zoetemelk. 

## Resultados de las etapas
| Etapa                   | Fecha       | Recorrido                         | km     | Ganador                | Líder            |
| ----------------------- | ----------- | --------------------------------- | ------ | ---------------------- | ---------------- |
| Prólogo                 | 5 de marzo  | Le Perreux-Nogent-sur-Marne (CRI) | 8.7 km | Gerrie Knetemann       | Gerrie Knetemann |
| 1ª etapa                | 6 de marzo  | Créteil-Auxerre                   | 201 km | Gerrie Knetemann       | Gerrie Knetemann |
| 2ª etapa                | 7 de marzo  | Auxerre-Chalon-sur-Saône          | 197 km | Jacques Esclassan      | Gerrie Knetemann |
| 3ª etapa                | 8 de marzo  | Chalon-sur-Saône-Sant-Etiève      | 235 km | André Mollet           | Gerrie Knetemann |
| 4ª etapa                | 9 de marzo  | La Voulte-Plan-de-Campagne        | 231 km | Fedor den Hertog       | Gerrie Knetemann |
| 5ª etapa                | 10 de marzo | Plan-de-Campagne-Draguignan       | 215 km | Jean-Luc Vandenbroucke | Gerrie Knetemann |
| 6.ª etapa , 1.er sector | 11 de marzo | Draguignan-Niza                   | 59 km  | Jacques Esclassan      | Gerrie Knetemann |
| 6.ª etapa , 2.º sector  | 11 de marzo | Niza-Col d'Èze (CRI)              | 9.5 km | Gerrie Knetemann       | Gerrie Knetemann |

## Etapas

### Prólogo
5-03-1978. Le Perreux-Nogent-sur-Marne, 8.7 km. CRI
|   | Ciclista               | Equipo                  | Tiempo  |
| - | ---------------------- | ----------------------- | ------- |
| 1 | Gerrie Knetemann       | TI-Raleigh-Mc Gregor    | 11' 55" |
| 2 | Joop Zoetemelk         | Miko-Mercier-Hutchinson | + 5"    |
| 3 | Jean-Luc Vandenbroucke | Peugeot-Esso-Michelin   | m. t.   |

### 1ª etapa
6-03-1978. Créteil-Auxerre, 201 km.
|   | Ciclista               | Equipo                | Tiempo     |
| - | ---------------------- | --------------------- | ---------- |
| 1 | Gerrie Knetemann       | TI-Raleigh-Mc Gregor  | 5h 29' 25" |
| 2 | Jean-Luc Vandenbroucke | Peugeot-Esso-Michelin | m. t.      |
| 3 | Guy Sibille            | Peugeot-Esso-Michelin | m. t.      |

### 2ª etapa
7-03-1978. Auxerre-Chalon-sur-Saône 197 km.
|   | Ciclista          | Equipo                | Tiempo     |
| - | ----------------- | --------------------- | ---------- |
| 1 | Jacques Esclassan | Peugeot-Esso-Michelin | 5h 09' 17" |
| 2 | Yvon Bertin       | Renault-Gitane        | m. t.      |
| 3 | Eddy Vanhaerens   | Carlos-Galli-Alan     | m. t.      |

### 3ª etapa
8-03-1978. Chalon-sur-Saône-Sant-Etiève 235 km.
|   | Ciclista                | Equipo                  | Tiempo     |
| - | ----------------------- | ----------------------- | ---------- |
| 1 | André Mollet            | Miko-Mercier-Hutchinson | 6h 12' 45" |
| 2 | Sean Kelly              | Flandria-Velda-Lano     | + 8"       |
| 3 | Gilbert Duclos-Lassalle | Peugeot-Esso-Michelin   | m. t.      |

### 4ª etapa
9-03-1978. La Voulte-Plan-de-Campagne, 231 km.
|   | Ciclista           | Equipo                | Tiempo     |
| - | ------------------ | --------------------- | ---------- |
| 1 | Fedor den Hertog   | Lejeune-BP            | 5h 41' 46" |
| 2 | Klaus-Peter Thaler | TI-Raleigh-Mc Gregor  | + 1' 38"   |
| 3 | Jacques Esclassan  | Peugeot-Esso-Michelin | m. t.      |

### 5ª etapa
10-03-1978. Plan-de-Campagne-Draguignan, 215 km.
|   | Ciclista               | Equipo                  | Tiempo     |
| - | ---------------------- | ----------------------- | ---------- |
| 1 | Jean-Luc Vandenbroucke | Peugeot-Esso-Michelin   | 5h 26' 04" |
| 2 | Sean Kelly             | Flandria-Velda-Lano     | + 6"       |
| 3 | Barry Hoban            | Miko-Mercier-Hutchinson | m. t.      |

### 6ª etapa, 1º sector
11-03-1978. Draguignan-Niça, 59 km.
|   | Ciclista          | Equipo                  | Tiempo     |
| - | ----------------- | ----------------------- | ---------- |
| 1 | Jacques Esclassan | Peugeot-Esso-Michelin   | 1h 31' 49" |
| 2 | Wilfried Wesemael | TI-Raleigh-Mc Gregor    | m. t.      |
| 3 | Leo van Vliet     | Miko-Mercier-Hutchinson | m. t.      |

### 6.ª etapa, 2.º sector
11-03-1978. Niza-Col d'Èze, 9.5 km. CRI
|   | Ciclista         | Equipo                  | Tiempo  |
| - | ---------------- | ----------------------- | ------- |
| 1 | Gerrie Knetemann | TI-Raleigh-Mc Gregor    | 20' 14" |
| 2 | Bernard Hinault  | Renault-Gitane          | + 10"   |
| 3 | Joop Zoetemelk   | Miko-Mercier-Hutchinson | + 26"   |

## Clasificaciones finales

### Clasificación general
| Pos. | Ciclista                | Equipo                  | Tiempo      |
| ---- | ----------------------- | ----------------------- | ----------- |
|      | Gerrie Knetemann        | TI-Raleigh-Mc Gregor    | 30h 07' 07" |
| 2    | Bernard Hinault         | Renault-Gitane          | + 19"       |
| 3    | Joop Zoetemelk          | Miko-Mercier-Hutchinson | + 31"       |
| 4    | Michel Laurent          | Peugeot-Esso-Michelin   | + 1' 22"    |
| 5    | Yves Hézard             | Peugeot-Esso-Michelin   | + 1' 26"    |
| 6    | Henk Lubberding         | TI-Raleigh-Mc Gregor    | + 1' 57"    |
| 7    | Hennie Kuiper           | TI-Raleigh-Mc Gregor    | + 1' 57"    |
| 8    | Gilbert Duclos-Lassalle | Peugeot-Esso-Michelin   | + 3' 01"    |
| 9    | André Mollet            | Miko-Mercier-Hutchinson | + 3' 02"    |
| 10   | Sven-Åke Nilsson        | Miko-Mercier-Hutchinson | + 3' 10"    |